# 玛丽·阿雷尔
玛丽·阿雷尔（法語：Marie Harel，1761年4月28日—1844年11月9日）是十八世紀至十九世紀期間於法國的女性乾酪製作家，並且是卡芒貝爾乾酪的開發者。

## 生平
出生於奧恩省的克鲁特一帶，在1785年二十多歲時嫁給一名住在鲁瓦维尔的名為雅克·阿雷尔（Jacques Harel）的勞工。
於1791年裡玛丽·阿雷尔創造出了以外觀遍佈白色黴毛、內部則以黃色為特徵的卡芒貝爾乾酪，而坊間另有流傳該乾酪製作技術是一名在法國大革命期間；受過玛丽家族庇護的牧師所傳授之說法。瑪麗之後開始發起製作此乾酪的事業，而他的孫子西里尔·佩内尔（Cyrille Paynel、1817─1886年）往後也在勒梅尼勒莫热成立乾酪工廠。
1844年11月9日玛丽在维穆捷離世，死後在维穆捷一些地點有建立她的紀念銅像。